# Nikolaj Noskov
Nikolaj Ivanovič Noskov (rusko Николай Иванович Носков) je ruski pevec in bivši vokalist hard rock skupine Gorky Park (v letih 1987–1990). Je petkratni dobitnik nagrade zlati gramofon. Bil je tudi član skupin Москва (Moskva) v zgodnjih 80-ih, Гран-при (Grand Prix) leta 1988, tik preden se je pridružil skupini Gorky Park, ter kasneje v 90-ih skupine Николай (Nikolaj). Leta 1998 je začel ustvarjati kot solistični izvajalec in je ustvaril še šest solo albumov. Leta 2015 je bil član žirije v drugi sezoni resničnostne TV oddaje Главная Сцена (Glavna scena).

## Osebno življenje
Nikolaj je poročen z ženo Marino. Skupaj imata hčer Katerino (rojena 1991), ima pa tudi vnukinjo po imenu Miroslava (rojena novembra 2015).
Leta 2017 je bil Nikolaj bolnišnico s tromb v materničnega vratu oddelku, zaradi bolezni je utrpel koncerti.

## Diskografija

### V skupinah
Skupina Москва
- НЛО ("NLP", 1982)

Skupina Гран-при
- К теологии (EP) (1988)

Skupina Gorky Park
- Gorky Park (1989)

Skupina Николай
- Mother Russia (1994)

### Solo albumi
- Я тебя люблю ("Ljubim te", 1998) (drug naslov: Блажь, "Kaprica")[8][9]
- Стёкла и бетон ("Steklo in beton", 2000) (drug naslov: Паранойя, "Paranoja")[10]
- Дышу тишиной ("Diham tišino", 2000)[11][12]
- По пояс в небе ("Do pasu na nebu", 2006)[13]
- Оно того стоит ("Vredno je", 2011).[14][15]
- Без названия ("Brez imena", 2012) (drug naslov: Мёд, "Med")

### Kompilacije
- Лучшие песни в сопровождении симфонического оркестра ("Najboljše pesmi s spremljavo simfoničnega orkestra", 2001) [16][17]
- Лучшие песни ("Najboljše pesmi", 2002)
- Океан любви ("Ocean ljubezni", 2003)[18]
- Лучшие песни ("Najboljše pesmi", 2008)
- The Best (2016)